# RSV Hertha Münsterberg
RSV Hertha Münsterberg was een Duitse voetbalclub uit Münsterberg, dat sinds 1945 het Poolse Ziębice is.

## Geschiedenis
De club werd in 1911 opgericht. De club speelde vanaf 1921 in de Midden-Silezische competitie, een onderdeel van de Zuidoost-Duitse voetbalbond. In het eerste seizoen plaatste de club zich voor de eindronde, waarin ze verloren van SC Brega 09 Brieg. De volgende jaren eindigde de club in de middenmoot. Na 1925 werd de club overgeheveld naar de nieuwe Berglandse competitie.
De competitie was in twee groepen verdeeld en Hertha werd kampioen van de Ostkreis en speelde de finale om de titel, die ze met zware cijfers verloren van SV Hirschberg 1919. Twee jaar later werd de club laatste en moest de club tegen Vereinigte Striegauer Sportfreunde spelen voor het behoud. De club won met 3-2 en bleef in de Bezirksliga. Ook het volgende seizoen moest de club zich via deze weg redden. De club verloor van Hirschberg, maar om een onbekende reden werd de club toch als overwinnaar uitgeroepen. De volgende jaren eindigde de club in de subtop.
Na seizoen 1932/33 werd de competitie in Duitsland grondig geherstructureerd. De Zuidoost-Duitse bond werd ontbonden en de competities vervangen door de Gauliga Schlesien. De clubs uit de Berglandse competitie werden niet sterk genoeg bevonden om zich hiervoor te kwalificeren. Door de derde plaats plaatste de club zich ook niet voor de Bezirksliga Mittelschlesien, maar moesten ze in de Kreisklasse gaan spelen, de derde klasse.
Het volgende seizoen werd de club kampioen en nam deel aan de eindronde om te promoveren. Ze versloegen Reichsbahn SV Schlesien Brieg en SpVgg 08 Reichenbach en promoveerde. De club werd laatste en degradeerde na één seizoen weer. In 1936 nam de club wel weer deel aan de eindronde om te promoveren, maar werd nu tweede achter SV Preußen Waldenburg-Altwasser. In 1938 en 1939 nam de club opnieuw deel aan de eindronde en werd nu telkens vierde op vijf clubs. Hierna slaagde de club er ook niet meer in te promoveren.
Na het einde van de oorlog werd Münsterberg een Poolse stad. De Duitsers werden verdreven en alle Duitse voetbalclubs werden ontbonden.